# Рудянский сельсовет
Рудянский сельсовет — сельское поселение в Канском районе Красноярского края.
Административный центр — село Рудяное.

## Население
| 2010 | 2012  | 2013  | 2014  | 2015  | 2016  | 2017  |
| ---- | ----- | ----- | ----- | ----- | ----- | ----- |
| 1080 | ↘1070 | ↘1050 | ↘1049 | →1049 | ↘1043 | ↘1042 |

Численность населения: 1 032 чел. (на 01.01.2018)

## Состав сельского поселения
В состав сельского поселения входят 3 населённых пункта:
| № | Населённый пункт | Тип населённого пункта       | Население |
| - | ---------------- | ---------------------------- | --------- |
| 1 | Архангельское    | деревня                      | ↘267      |
| 2 | Рудяное          | село, административный центр | ↗633      |
| 3 | Тагаши           | деревня                      | ↘180      |

## Местное самоуправление
Рудянский сельский Совет депутатов
Дата избрания: 14.03.2010. Срок полномочий: 5 лет. Количество депутатов:  10

Дата избрания: 03.09.2015. Срок полномочий: 5 лет. Количество депутатов:  10

Председатель сельского Совета депутатов: Франтикова Е.В.
Глава муниципального образования
- Зубенко Михаил Васильевич. Дата избрания: 14.03.2010. Срок полномочий: 5 лет
- Константинова Жанна Сергеевна. Дата избрания: 02.11.2015. Срок полномочий: 5 лет

## Контакты
адрес администрации: 663646, Канский район, с. Рудяное, ул. Новая, 16

телефон: (39161) 7-13-26, 7-13-25;  e-mail: skriestovskaia@mail.ru

http://rudyanoe.ru